# 王钧 (唐朝)
王钧（7世纪—722年），唐朝官员。出自太原王氏第二房，北魏太中大夫王廣業的六世孙，冀州刺史王頊的儿子。
开元九年（721年）王钧担任洛阳县尉，抽打囚犯打完后不让起来，等到肿胀郁结时，再重重的打，血流遍地，痛苦欲死，他却眉开眼笑。开元十八年（730年）担任河南县县丞的严安之也是他这样的人。开元十年（722年），唐玄宗至东都。转任洛阳主簿的王钧为宰相张嘉贞修缮宅第，以求任官御史。这时，王钧贪赃事发，玄宗特令在朝堂集众杖刑王钧。张嘉贞派他牵扯自己，促令有司迅速将其杖毙以灭口。